# Krónika
Krónika (Kroniek) is een landelijk verschijnend Hongaarstalig dagblad in Roemenië en wordt het meest gelezen in de landstreek Transsylvanië en tegelijk de enige landelijk verschijnende Hongaarstalige krant in Roemenië. Het heeft daarmee een belangrijke samenbindende en informerende functie voor de Hongaarse minderheid in Roemenië.
De krant heeft als uitgever Erdélyi Médiatér Egyesület (Vereniging Transsylvanische Mediaruimte) en wordt financieel gesteund door zowel de Stichting Betlen Gábor als rechtstreeks door de Hongaarse Rijksoverheid.  

## Historie
De historie van de krant gaat terug tot 1999 toen Krónika werd opgericht in Cluj-Napoca (Hongaars: Kolozsvár). Het is sinds 2012 de enig overgebleven landelijk verschijnende Hongaarstalige krant in Roemenië nadat de krant Új Magyar Szó ophield te bestaan. De laatstgenoemde krant was de voortzetting van de Romániai Magyar Szó die tussen 1947 en 1953 en daarna vanaf 1989 verscheen (en tussen 1953 en 1990 als Előre (Vooruit). Deze krant hield op te bestaan en is nu een online nieuwsportaal.
Krónika kende haar start in 1999 en was vanaf het begin verlieslijdend. In 2006 werd de uitgave overgenomen door het bedrijf Inforg In 2011 kwam het in handen van een stichting die banden heeft met de regeringspartij Fidesz in Hongarije. In 2018 werden een aantal Roemeense dagbladen en een radiostation (Rádió GaGa) verenigd door een nieuwe eigenaar waaronder het dagblad Székelyhon.
Op 20 oktober 2022 werd bekendgemaakt dat de krant in geprinte versie ophoudt te bestaan per 30 december 2022.